# قهوة مهرسة
القهوة المُهرّسة هي إحدى تحضيرات القهوة المغربية، حيث تُضاف كمية قليلة من الحليب إلى القهوة المركزة. تُقدم هذه القهوة في كوب صغير.